# Penisola Merz
La penisola Merz è una penisola dalla forma irregolare lunga circa 28 km in direzione est-ovest e larga circa 48, situata sulla costa orientale della Terra di Palmer, in Antartide. Completamente ricoperta dai ghiacci, la penisola si trova in particolare sulla costa di Black, dove si estende nel mare di Weddell separando l'insenatura di Hilton, a nord, dall'insenatura di Violante, a sud, e dove vede le sue coste, particolarmente irregolari, completamente occupate dai ghiacci della regione meridionale della piattaforma glaciale Larsen D. Sulle coste della penisola è presente l'insenatura di Wüst, delimitata da capo Christmas e capo Old Mans, mentre nell'interno della penisola è presente il ghiacciaio Spiess, che fluisce verso nord fino a entrare nella già citata insenatura di Hilton.

## Storia
La penisola fu scoperta grazie a fotografie aeree scattate nel dicembre 1940 nel corso della spedizione del Programma Antartico degli Stati Uniti d'America svolta nel 1939-41 al comando di Richard Evelyn Byrd e fu in seguito completamente cartografata grazie a ricognizioni terrestri svolte sia da membri della Spedizione antartica di ricerca Ronne, condotta nel 1947-48 al comando di Finn Rønne, sia del British Antarctic Survey, al tempo ancora chiamato "Falkland Islands Dependencies Survey" (FIDS). Proprio i membri del FIDS battezzarono la penisola con il suo attuale nome in onore del noto oceanografo austriaco Alfred Merz, che fu a capo della spedizione tedesca del Meteor, che esplorò l'Atlantico meridionale giungendo fino all'Antartide tra il 1925 e il 1927.